# Андзаі Кокі
Андзаі Кокі (яп. 安西 幸輝; нар. 31 травня 1995) — японський футболіст, що грав на позиції захисника.

## Клубна кар'єра
У дорослому футболі дебютував 2014 року виступами за команду клубу «Токіо Верді». Протягом 2018—2019 років грав за команду «Касіма Антлерс». З 2019 року захищає кольори «Портімоненсі».

## Кар'єра в збірній
Дебютував 2019 року в офіційних матчах у складі національної збірної Японії. У формі головної команди країни зіграв 4 матчі.

## Статистика виступів
| Збірна Японії | Збірна Японії | Збірна Японії |
| Рік           | Матчі         | Голи          |
| ------------- | ------------- | ------------- |
| 2019          | 4             | 0             |
| Загалом       | 4             | 0             |